# Gaston Kashala Ruwezi
Gaston Kashala Ruwezi, S.D.B. (Lubumbashi, 14 april 1961) is een Congolees rooms-katholiek geestelijke en bisschop.
Hij trad binnen bij de Salesianen van Don Bosco en studeerde in Congo, Rwanda en in Turijn en Rome, aan het Biblicum College. Hij werd in 1990 tot priester gewijd. Hij gaf les aan het Collège Saint-Paul in Lubumbashi en diende als inspecteur van de Centraal-Afrikaanse provincie van de orde van de Salesianen. In 2004 werd hij benoemd tot bisschop van Sakania-Kipushi.